# شین سونگ-چان
شین سونگ-چان (انگلیسی: Shin Seung-chan؛ زادهٔ ۶ دسامبر ۱۹۹۴) بدمینتون‌باز اهل کره جنوبی است.